# Ilbesheim
Ilbesheim è un comune di 510 abitanti della Renania-Palatinato, in Germania.

Appartiene al circondario del Donnersberg (targa KIB) ed è parte della comunità amministrativa (Verbandsgemeinde) di Kirchheimbolanden.